# Elezioni politiche suppletive in Italia del 2003
Le elezioni politiche suppletive italiane del 2003 sono le elezioni tenute in Italia nel corso del 2003 per eleggere deputati o senatori dei collegi uninominali rimasti vacanti.

## Camera dei deputati

### Collegio Friuli-Venezia Giulia - 2
Le elezioni politiche suppletive nel collegio elettorale di Trieste - Muggia si sono tenute il 26 ottobre 2003 per eleggere un deputato per il seggio lasciato vacante da Riccardo Illy (ID), dimessosi il 18 giugno 2003 dopo essere stato eletto presidente della regione. Il collegio è formato da 6 comuni: Duino Aurisina, Monrupino, Muggia, San Dorligo della Valle, Sgonico e parte di Trieste.
| Partito                            | Partito                                         | Candidato                          | Risultati 26 ottobre 2003 | Risultati 26 ottobre 2003 |
| Partito                            | Partito                                         | Candidato                          | Voti                      | %                         |
| ---------------------------------- | ----------------------------------------------- | ---------------------------------- | ------------------------- | ------------------------- |
|                                    | Intesa Democratica                              | Ettore Rosato                      | 25 517                    | 64,83                     |
|                                    | Casa delle Libertà                              | Renzo Codarin                      | 11 597                    | 29,47                     |
|                                    | Riformatori Presidenzialisti                    | Christina Sponza                   | 2 244                     | 5,70                      |
|                                    |                                                 |                                    |                           |                           |
| Iscritti                           | Iscritti                                        | Iscritti                           | 113 237                   | 100,00                    |
| ↳ Votanti (% su iscritti)          | ↳ Votanti (% su iscritti)                       | ↳ Votanti (% su iscritti)          | 40 678                    | 35,92                     |
| ↳ Voti validi (% su votanti)       | ↳ Voti validi (% su votanti)                    | ↳ Voti validi (% su votanti)       | 39 358                    | 96,76                     |
| ↳ Schede non valide (% su votanti) | ↳ Schede non valide (% su votanti)              | ↳ Schede non valide (% su votanti) | 1 320                     | 3,24                      |
| ↳ Astenuti (% su iscritti)         | ↳ Astenuti (% su iscritti)                      | ↳ Astenuti (% su iscritti)         | 72 559                    | 64,08                     |
|                                    |                                                 |                                    |                           |                           |
|                                    | Esito: collegio confermato a Intesa Democratica |                                    |                           |                           |

## Senato della Repubblica

### Collegio Lazio - 21
Le elezioni politiche suppletive nel collegio elettorale di Marino si sono tenute il 22 giugno 2003 per eleggere un senatore per il seggio lasciato vacante da Severino Lavagnini (DL), deceduto l'11 marzo 2003. Il collegio è formato da 23 comuni: Artena, Carpineto Romano, Castel Gandolfo, Colleferro, Colonna, Frascati, Gallicano nel Lazio, Gavignano, Gorga, Grottaferrata, Labico, Lariano, Marino, Monte Porzio Catone, Montecompatri, Montelanico, Palestrina, Rocca di Papa, Rocca Priora, San Cesareo, Segni, Valmontone, Zagarolo.
| Partito                            | Partito                              | Candidato                          | Risultati 22 giugno 2003 | Risultati 22 giugno 2003 |
| Partito                            | Partito                              | Candidato                          | Voti                     | %                        |
| ---------------------------------- | ------------------------------------ | ---------------------------------- | ------------------------ | ------------------------ |
|                                    | L'Ulivo                              | Luigi Zanda                        | 10 776                   | 100,00                   |
|                                    |                                      |                                    |                          |                          |
| Iscritti                           | Iscritti                             | Iscritti                           | 181 640                  | 100,00                   |
| ↳ Votanti (% su iscritti)          | ↳ Votanti (% su iscritti)            | ↳ Votanti (% su iscritti)          | 12 090                   | 6,66                     |
| ↳ Voti validi (% su votanti)       | ↳ Voti validi (% su votanti)         | ↳ Voti validi (% su votanti)       | 10 776                   | 89,13                    |
| ↳ Schede non valide (% su votanti) | ↳ Schede non valide (% su votanti)   | ↳ Schede non valide (% su votanti) | 1 314                    | 10,87                    |
| ↳ Astenuti (% su iscritti)         | ↳ Astenuti (% su iscritti)           | ↳ Astenuti (% su iscritti)         | 169 550                  | 93,34                    |
|                                    |                                      |                                    |                          |                          |
|                                    | Esito: collegio confermato a L'Ulivo |                                    |                          |                          |

## Riepilogo
| Data       | Camera                  | Circoscrizione        | Collegio             | Partito | Partito | Parlamentare uscente | Partito | Partito | Parlamentare eletto |
| ---------- | ----------------------- | --------------------- | -------------------- | ------- | ------- | -------------------- | ------- | ------- | ------------------- |
| 22 giugno  | Senato della Repubblica | Lazio                 | 21 (Marino)          |         | DL      | Severino Lavagnini   |         | DL      | Luigi Zanda         |
| 26 ottobre | Camera dei deputati     | Friuli-Venezia Giulia | 2 (Trieste - Muggia) |         | ID      | Riccardo Illy        |         | DL      | Ettore Rosato       |